# جانيت دبليو هايد
جانيت دبليو هايد (بالإنجليزية: Jeanette W. Hyde)‏ هي مصرفية ودبلوماسية أمريكية، ولدت في 1938.